# Владимир Мандић
Владимир Мандић (Сарајево, 10. фебруар 1980) је бивши српски рукометаш. Играо је на позицији левог бека. Тренутно врши функцију председника РК Партизан.

## Каријера
Мандић је рођен у Сарајеву, а почетком 90-их се преселио у Београд. Каријеру је почео у Црвеној звезди у чијем дресу је био првак са кадетима, јуниорима и сениорима. Из Црвене звезде прелази у вечитог ривала Партизан. Тада су уследиле бројне титуле. Већ 1998. године освојио је национални Куп, а следеће године првенство СР Југославије. Две године касније с Партизаном је поново освојио Куп, а 2002. и 2003. постао државни првак два пута заредом.
Године 2004. прелази у немачки Магдебург с којим је играо у полуфиналу Лиге шампиона. Након Магдебурга следи повратак у српски рукомет и играње за Војводину са којом постаје првак Србије и Црне Горе у сезони 2004/05. Током 2006. је играо за шпанску Алтеу али је убрзо напустио клуб и због породичних проблема направио паузу у рукометној каријери. Вратио се рукомету у дресу новосадске Војводине са којом је освојио Куп Србије у сезони 2010/11.
У мају 2011. је објавио да се враћа у Партизан за сезону 2011/12. Сезона 2011/12. била је изузетно успешна за Партизан, с којим је Мандић освојио првенство, Куп и Суперкуп Србије, те учествовао у групној фази Лиге шампиона. Након сјајне сезоне у којој је освојио три трофеја Мандић је објавио да завршава играчку каријеру. У јануару 2014. године вратио се на терен, и приступио Партизану у жељи да помогне клубу у освајању титуле. Ипак, те сезоне црно-бели нису успели да освоје титулу која је припала новосадској Војводини, а Мандић је дефинитивно одлучио да заврши каријеру.
Мандић је са репрезентацијом СР Југославије играо на Светском првенству 2003. године у Португалији. Укупно је за национални тим одиграо 45 утакмица.

## Трофеји

### Црвена звезда
- Првенство СР Југославије (1) : 1995/96.
- Куп СР Југославије (1) : 1995/96.

### Партизан
- Првенство СР Југославије (3) : 1998/99, 2001/02, 2002/03.
- Куп СР Југославије (2) : 1997/98, 2000/01.
- Првенство Србије (1) : 2011/12.
- Куп Србије (1) : 2011/12.
- Суперкуп Србије (1) : 2011.

### Војводина
- Првенство Србије и Црне Горе (1) : 2004/05.
- Куп Србије и Црне Горе (1) : 2004/05.
- Куп Србије (1) : 2010/11.